# Localidade (Quénia)

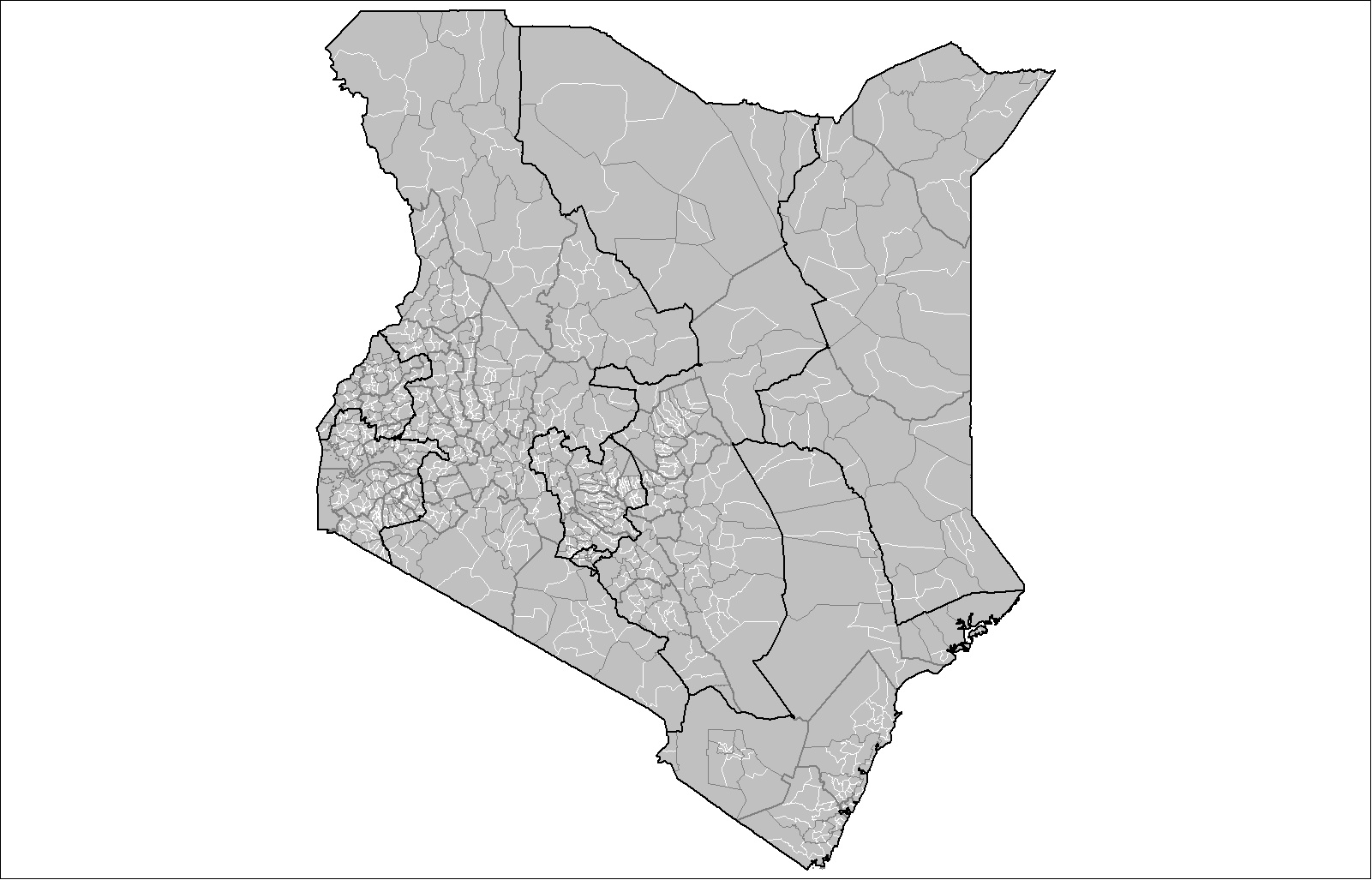
Localidades do Quénia

Localidade é um tipo de região administrativa no Quénia, sendo uma subdivisão de quarto nível  abaixo de Províncias, Distritos e Divisões. Localidades são ainda subdivididas em sub-localidades. No censo de 1999 havia 2.427 localidades e 6.612 sublocalidades no Quénia.
Cada divisão no Quênia é dividida em algumas localidades. Localidades frequentemente, mas não necessariamente, coincidem com as wards eleitorais. As localidades geralmente são nomeadas após suas aldeias/vilas centrais.
Muitas vilas maiores consistem em vários localidades. Cada localidade tem um chefe, nomeado pelo Estado.